# خوليو قوز
خوليو قوز (بالبرتغالية: Júlio Góes‏) مواليد 25 أكتوبر 1955 في البرازيل، هو لاعب كرة مضرب برازيلي سابق وكان يلعب باليد اليمنى. أعلى تصنيف له في الفردي كان المركز الـ 68 في سنة 1985. أعلى تصنيف له في الزوجي كان المركز الـ 128 في سنة 1984.

## النهائيات

### الفردي: (5)
| الرقم | السنة | الدورة                  | الأرضية | المنافس في النهائي | النتيجة في النهائي |
| ----- | ----- | ----------------------- | ------- | ------------------ | ------------------ |
| 1.    | 1981  | ريو دي جانيرو، البرازيل | ترابية  | بابلو أريا         | 6–3, 6–3           |
| 2.    | 1982  | ساو باولو، البرازيل     | سجاد    | ناي كيلر           | 7–5, 6–1           |
| 3.    | 1983  | ساو باولو، البرازيل     | ترابية  | كارلوس كيرماير     | 6–2, 6–3           |
| 4.    | 1985  | كوريتيبا (1)، البرازيل  | ترابية  | غوستافو غيريرو     | 6–4, 6–0           |
| 5.    | 1985  | كوريتيبا (2)، البرازيل  | ترابية  | ميلان سرجبر        | 6–4, 6–4           |

### الزوجي: (2)
| الرقم | السنة | الدورة                   | الأرضية | الشريك          | المنافس في النهائي         | النتيجة في النهائي |
| ----- | ----- | ------------------------ | ------- | --------------- | -------------------------- | ------------------ |
| 1.    | 1982  | ساو باولو، البرازيل      | صلبة    | جيفالدو باربوسا | توماز كوتش كاسيو موتا      | 6–4, 6–1           |
| 2.    | 1985  | بيلو هوريزونتي، البرازيل | ترابية  | ماسيمو سيرو     | جيفالدو باربوسا إيفان كلاى | 6–3, 6–4           |

## روابط خارجية
- خوليو قوز على موقع رابطة محترفي التنس (الإنجليزية)
- خوليو قوز على موقع الاتحاد الدولي لكرة المضرب (الإنجليزية)
- خوليو قوز على موقع كأس ديفيز (الإنجليزية)
- خوليو قوز على موقع خلاصة التنس.كوم (الإنجليزية)